# Sillery (Québec)
Sillery es uno de los 35 barrios de la ciudad de Quebec, y uno de los siete que están ubicados en el distrito de Sainte-Foy–Sillery–Cap-Rouge. Barrio boscoso y muy céntrico, está reconocido para resguardar uno de los sectores residenciales más ricos de Quebec situado entre otros más modestos.

## Retrato del barrio
Sillery está ubicado en bordillo del río San Lorenzo y comprende una estrecha banda de terreno al pie del acantilado del cerro de Quebec, así como una porción bien más de entidad arriba de ésta. El territorio del barrio es ligeramente diferente de aquel de la antigua ciudad de Sillery, integrada en Quebec desde el 1.º de enero de 2002.
La fisonomía del barrio es caracterizada también por inmensos terrenos situados entre el camino Saint-Louis y el acantilado. 
El boulevard René-Lévesque Ouest (antiguamente llamado Saint-Cyrille), separa Sillery del barrio Saint-Sacrament, y bordea el cementerio Saint-Michel-de-Sillery donde está enterrado el antiguo primer ministro René Lévesque.

## Toponyme
El barrio así como la antigua ciudad están nombrados en el honor navideño Brulart de Sillery, chevalier de Malta, diplomático, sacerdote francés y commandeur de Troyes, que ha vivido entre 1557 y 1640. Se interesó a las « Relaciones de las Jésuites en Nueva-Francia » y después de haber dado 40 000 40 000 livres, una misión jésuite se establece en el anse Santo-Joseph, a la localización de la actual casa de las Jésuites de Sillery.
Antes, el cabo en cara de la iglesia de Saint-Michel de Sillery llevaba el nombre de Kamiskoua-Ouangachit (en francesa « Punta-a las-Anguilles »).

## Historia

Blasón de la ciudad de Sillery.

De 1856 al 1.º de enero de 2002, Sillery era una ciudad de las afueras de Quebec. La primera concesión al origen de la propiedad de la distinción de Sillery consiste en 130 arpents que va del río hasta el camino Santo-Ignace, sobre la cual las Jésuites establecen su misión desde 1637. En 1651, las tierras de Sillery están erigidas en feudo y distinción. De una profundidad de una legua y demie, la distinción de Sillery coge aquella de Gaudarville, a una legua en amont sobre el río. Al XIX siglo, Sillery ha grandement contribuido al desarrollo económico de la región, entre demás por el Anse al Foulon donde se practicaba el comercio del bosque y la construcción de naves. El barrio ha sido vivido por numerosos primeros ministros y ministros de la provincia.

### Arterias principales
- Grande Ido Oeste y boulevard Laurel (expide 175),
- Camino Saint-Louis,
- Boulevard René-Lévesque Oeste,
- Boulevard Champlain y paseo Samuel-De Champlain (expide 136),
- Avenida Maguire y costa de Sillery

### Parques, espacios verdes y ocios

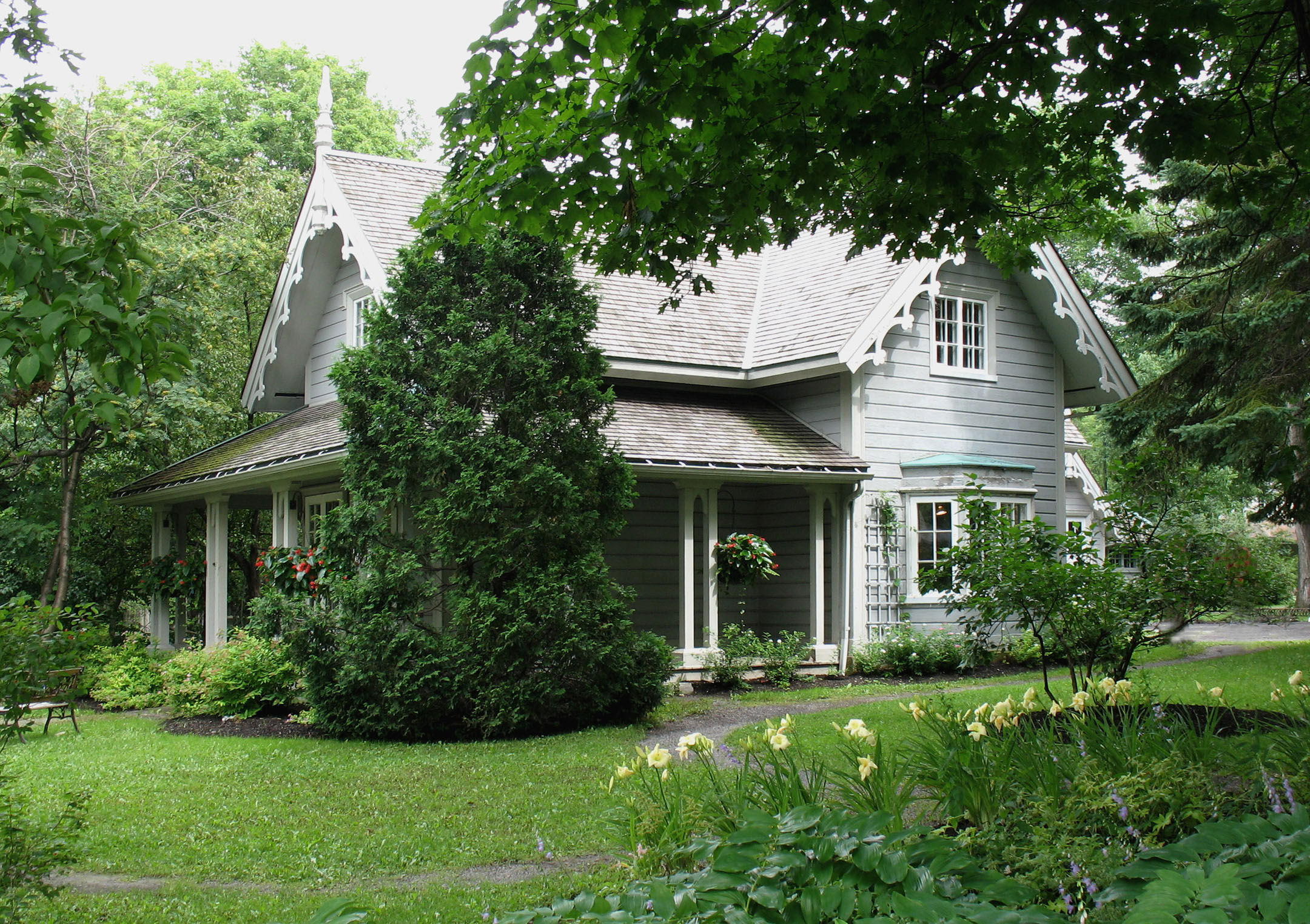
Villa Bagatelle

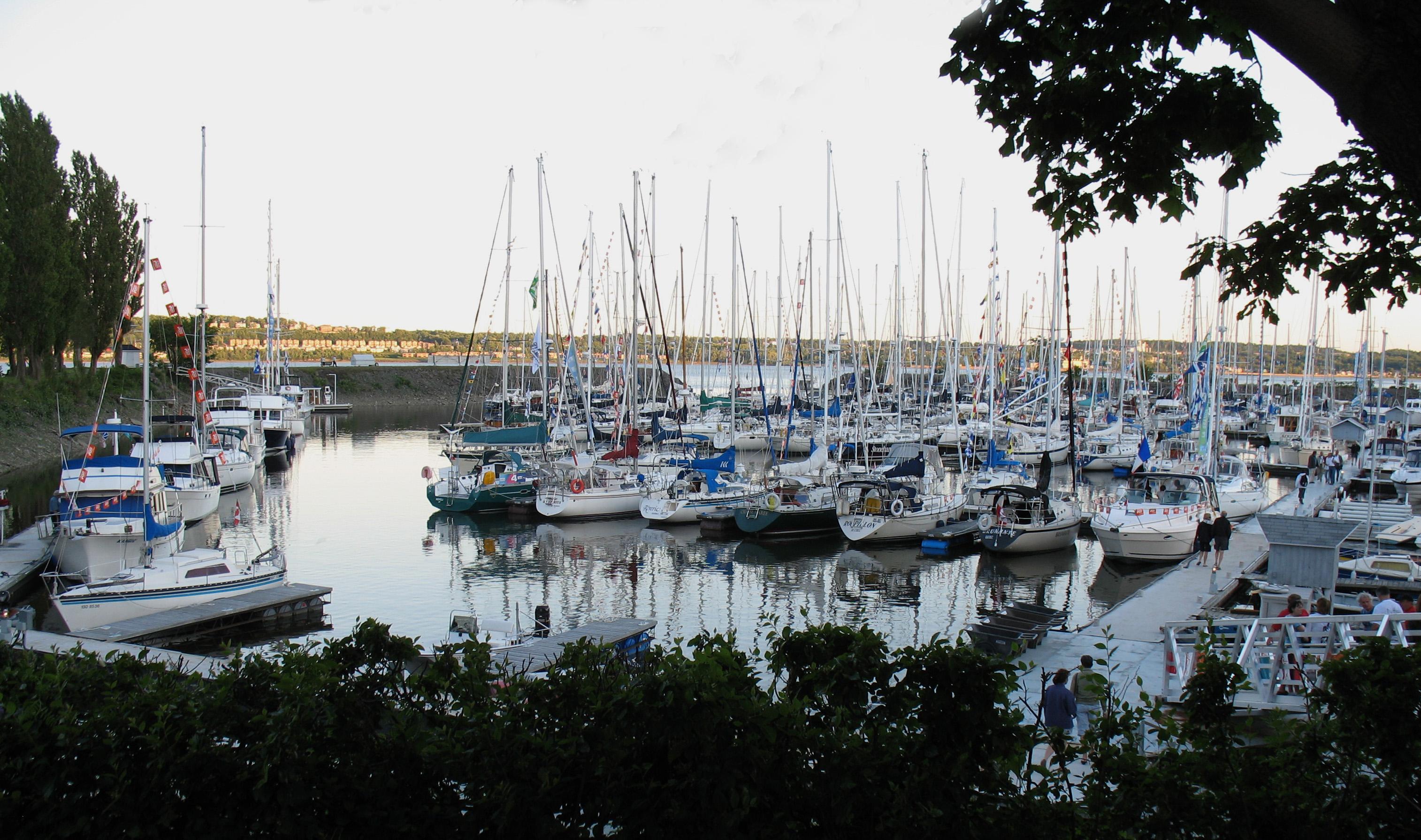
Yate Club de Quebec

- Propiedad Cataraqui
- Parque del Bosque-de-Coulonge
- Villa Bagatelle
- Yate Club de Quebec
- Paseo Samuel-De Champlain
- Parque de los Veleros
- Parque del Acantilado

### Museos, teatros y lugares de exposiciones
- Villa Bagatelle
- Casa de las Jésuites de Sillery, website histórico y arqueológico, patrimonio religioso y arte amérindien y inuit.
- Casa Hamel-Bruneau

### Edificios religiosos
- Iglesia Saint-Michel de Sillery (1854)
- Santo Michael's Church (anglicana) (1854)
- Iglesia Saint-Charles-Garnier (1947)
- Iglesia Saint-Yves (1963)
- St. Stephen and St. Vincent’s Church (1967) desde 2011, transferencia a la Iglesia copte ortodoxa Archivado el 3 de marzo de 2016 en Wayback Machine.
- Cementerio Saint-Patrick (católico irlandés)
- Cementerio Mount Hermon (protestante)
- Cementerio Saint-Michel-de-Sillery

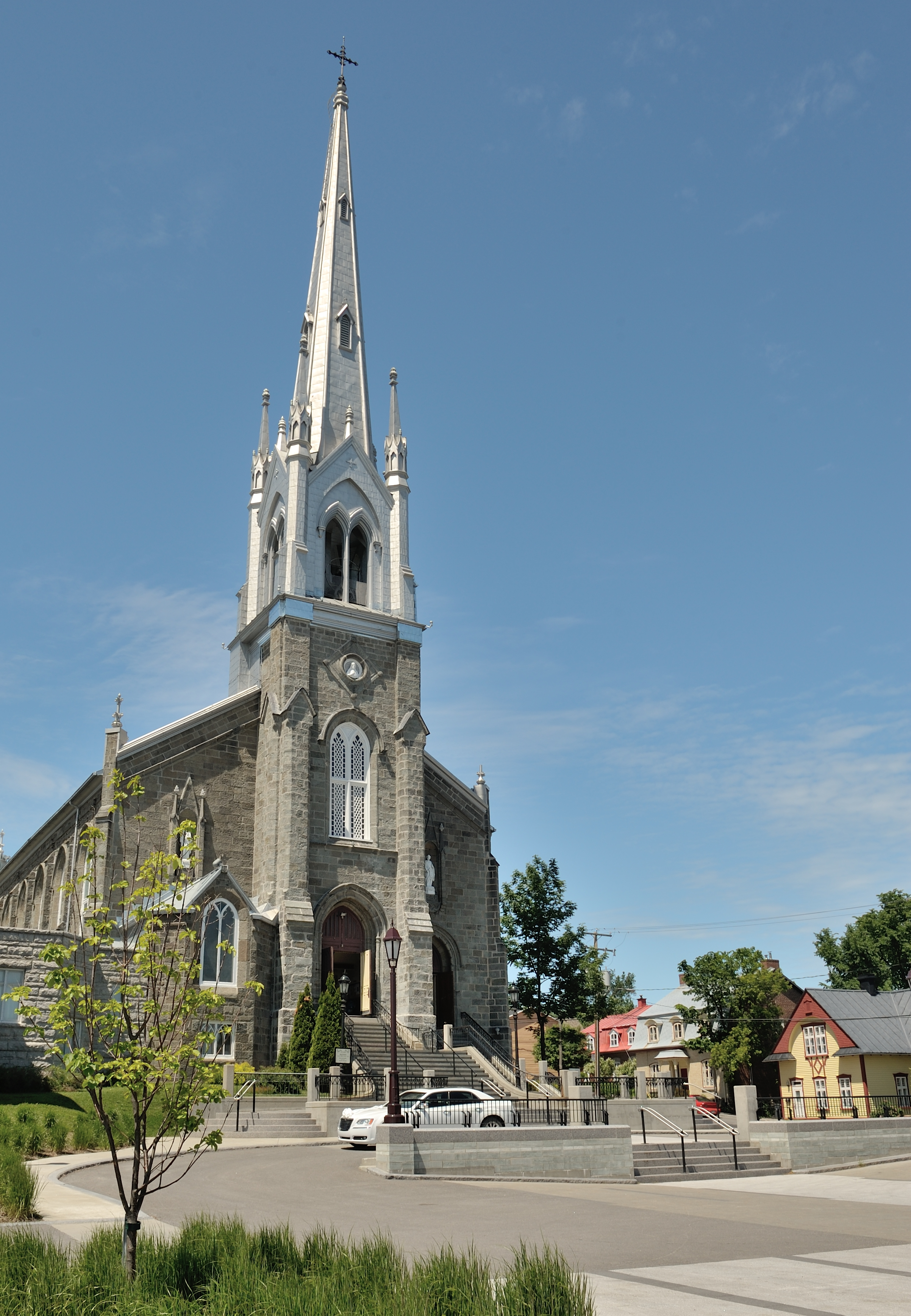
Iglesia Saint-Michel de Sillery

Sillery es reconocido por el número de entidad de comunidades religiosas católicas que se han instalado sobre sus vastos terrenos, en mayoría ubicados entre el camino Saint-Louis y el acantilado. Algunas se encuentran todavía, otras han desistido de su propiedad:
- Pères maristes
- Federación de las Augustines de la Miséricorde de Jésus (vendido)
- Sœurs missionnaires de Notre-Dame de Afrique (vendido)[3]
- Sœurs de Jésus-Marie
- Sœurs de la Sainte-Famille de Burdeaux (vendido)
- Sœurs de Sainte Jeanne d’Arc
- Missionnaires del Sacré-Cœur
- Sœurs dominicaines
- Pères assomptionnistes (Montmartre canadiense).

Además, la administración de la archidiocèse de Quebec está ubicada a Sillery.

### Comercios y empresas
- Escaño social de la Industrial Alianza, sociedad de seguros.

### Lugares de enseñanza
- Comisión escolar de las Découvreurs:
  - Escuela Saint-Michel (primario)
  - Escuela Saint-Yves (primaria)
- Escuelas privadas
  - Collège Jésus-Marie de Sillery
  - Collège mariste de Québec
  - Externat Saint-Jean-Berchmans
  - Escuela Montessori de Quebec Inc.
  - Escuela Visión Sillery inc.

### Otros edificios notables
- Edificio SSQ (12 escalones) y edificio Hydro-Quebec (edificios a despacho).

## Jumelage
- Sillery (Marne), Francia.